# Witold Bereś
Witold Romuald Bereś (ur. 6 maja 1960 w Bytomiu) – polski dziennikarz, autor książek oraz scenarzysta, reżyser i producent filmowy.

## Życiorys
Ukończył filmoznawstwo na Uniwersytecie Jagiellońskim. W latach 80. prowadził podziemne pismo „Promieniści”. W latach 1989–1999 był dziennikarzem „Tygodnika Powszechnego”. Krótko był szefem publicystyki w TVP1, tworząc i wprowadzając na antenę cykl „Rozmowy na koniec wieku”. W latach 1989–1993 był korespondentem Rozgłośni Polskiej Radia Wolna Europa, a następnie blisko współpracował z radiem RMF. W latach 2000–2007 był współpracownikiem, a następnie dziennikarzem „Gazety Wyborczej”, na łamach której publikował m.in. satyryczne felietony pisane wspólnie z Jerzym Skoczylasem. W latach 2003–2005 wraz z Kazimierą Szczuką i Tomaszem Łubieńskim prowadził magazyn kulturalny Dobre książki. Od 2018 jest redaktorem naczelnym miesięcznika społeczno-kulturalnego „Kraków” wydawanego przez Bibliotekę Kraków.
Jest autorem lub współautorem kilkunastu książek, w tym kilku w formie wywiadu-rzeki, m.in. z Czesławem Kiszczakiem, Krzysztofem Kozłowskim oraz Januszem Onyszkiewiczem. W 2000 wydał Czwartą władzę, zbiór tekstów o najważniejszych wydarzeniach medialnych w Polsce w latach 1989–1999. Wspólnie z Krzysztofem Burnetką jest autorem tomu poświęconego wybitnemu reporterowi Kapuściński: Nie ogarniam świata.
Jednak do największych ich sukcesów należą książki poświęcone Markowi Edelmanowi:
- Marek Edelman. Życie. Po prostu,
- Bóg śpi
- Marek Edelman. Życie. Do końca,

wydawane również po niemiecku, rosyjsku i hebrajsku.
Od 2000 współorganizuje w Łopusznej na Podhalu cykliczną imprezę kulturalną „Wypominki Tischnerowskie”. Współtwórca i juror przyznawanej od 2004 nagrody „Wielkiego Kalibru” za najlepszą polską powieść kryminalną i sensacyjną.
W 1997 wspólnie z Arturem Więckiem założył firmę producencką Bereś & Baron Media Productions. Firma realizowała programy dla telewizji (m.in. Historia filozofii po góralsku według ks. Józefa Tischnera). Więcek i Bereś wspólnie stworzyli także kilka fabularnych filmów kinowych (Anioł w Krakowie, Zakochany Anioł, Jegomość Tischner i jego filozofia po góralsku, Wszystkie kobiety Mateusza).
W 2009 wspólnie m.in. z Arturem Więckiem i Krzysztofem Burnetką założył Fundację „Świat ma Sens”, promującą pozytywne myślenie oraz dorobek Polski i Polaków. Do jej głównych osiągnięć należy portal „Polska ma Sens”, filmy dokumentalne Bartoszewski. Droga i Z marmuru, żelaza i nadziei…, płyta Magdy Brudzińskiej Colorovanka (wspólnie z Polskim Radiem) oraz książki: Obywatel KK. Krzysztofa Kozłowskiego zamyślenia nad Polską, Krąg Turowicza. Tygodnik, czasy, ludzie: 1945–99 i wydane wspólnie z Agorą Marek Edelman. Życie do końca i Andrzej Wajda. Podejrzany.
W latach 2011–2014 był doradcą medialnym Platformy Obywatelskiej. Był członkiem małopolskiego komitetu poparcia Bronisława Komorowskiego przed wyborami prezydenckimi 2015.
Członek Stowarzyszenia Pracowników, Współpracowników i Przyjaciół Rozgłośni Polskiej Radia Wolna Europa Imienia Jana Nowaka-Jeziorańskiego w Warszawie.

## Filmografia
- 1996: Bar Atlantic – scenariusz (serial telewizyjny – odc. 2)
- 1996: Kleofas w świecie kapitalizmu (edukacyjny serial animowany TV – 5 odcinków) – scenariusz
- 1997: Trafić do kosza (cykl edukacyjny TV – 10 odcinków) – scenariusz, producent wykonawczy
- 1997: Z piłką na plaży (cykl edukacyjny TV – 10 odcinków) – scenariusz, producent wykonawczy
- 1999–2005: Historia filozofii po góralsku według ks. Józefa Tischnera (fabularny serial telewizyjny – 23 odcinki) – scenariusz, producent wykonawczy (serial TV)
- 2001: Tango – Oscar dla animacji – scenariusz
- 2002: Anioł w Krakowie – scenariusz, producent, aktor jako Bereś
- 2003–2005: Archiwum wydarzeń kulturalnych (telewizyjny cykl dokumentalny, 19 odcinków) – scenariusz, producent wykonawczy
- 2004: Goralenvolk – scenariusz, współpraca producencka
- 2005: Zakochany Anioł (film fabularny) – scenariusz, producent
- 2006: Córki islamu. Iran (film dokumentalny) – scenariusz, producent wykonawczy
- 2006: Gabriela – producent
- 2006: Jegomość Tischner i jego filozofia po góralsku (film fabularny TV) – scenariusz, producent wykonawczy
- 2008: Marek Edelman: życie. Po prostu (film dokumentalny) [inny tytuł: Dowódca Edelman] – scenariusz, producent
- 2008: Rozmowa z Edelmanem (monodram teatralny) – scenariusz: Witold Bereś i Krzysztof Burnetko; reżyseria: Witold Bereś; wykonawcy: Tomasz Schimscheiner / Piotr Cyrwus, Kraków 2008
- 2008: Tischner. Życie w opowieściach – scenariusz, producent
- 2012: Bartoszewski. Droga (film dokumentalny) – scenariusz, producent
- 2013: Wszystkie kobiety Mateusza (film fabularny) – scenariusz, producent
- 2013: Z marmuru, żelaza i nadziei (film dokumentalny) – reżyseria, scenariusz, producent

## Publikacje
- Witold Bereś, Krzysztof Burnetko: Tylko nie o polityce. Rozmowy Promienistych. (Instytut Literacki Paryż, 1989)
- Witold Bereś, Jerzy Skoczylas: Gen. Kiszczak mówi prawie wszystko (BGW, 1991)
- Witold Bereś, Krzysztof Burnetko: Gliniarz z Tygodnika – rozmowy z b. ministrem MSW, Krzysztofem Kozłowskim (BGW, 1991)
- Witold Bereś, Przemysław Ćwikliński, Jacek Ziarno: ART-Bleff (BGW, 1991)
- Witold Bereś, Krzysztof Burnetko: Mieczysław Pszon. Mój świat – wspomnienia /w:/ Polacy i Niemcy pół wieku później. Księga pamiątkowa dla Mieczysława Pszona, Znak, Kraków 1996
- Witold Bereś, Katarzyna Janowska: Gra w Kraków. Przewodnik po klimatach Krakowa, ART-PROM, Kraków 1996
- Witold Bereś, Krzysztof Burnetko: Onyszkiewicz – ze szczytów do NATO, Bellona, Warszawa 1999
- Janusz Wójcik i Witold Bereś: Jego biało – czerwoni, KAP, Warszawa 1999
- Witold Bereś, Jerzy Skoczylas: Trzecia Rzeczpospolita od płota do płota, czyli Zoszczenko wiecznie żywy, Prószyński i s-ka, Warszawa 1999
- Witold Bereś: Czwarta władza. Najważniejsze wydarzenia medialne III RP – 1989–99, Prószyński i S-ka, Warszawa 2000
- Witold Bereś, Jerzy Skoczylas: Nikodem Dyzma 2000, Prószyński i S-ka, Warszawa 2000
- Witold Bereś, Jerzy Skoczylas: Dziennikarz doskonały, Wenecja, Kraków 2000
- Witold Bereś, Artur Więcek „Baron”: Zakochany Anioł w Krakowie (scenariusze filmowe), Bereś & Baron Media Productions, Kraków 2005
- Krzysztof Burnetko, Jerzy Skoczylas oraz Witold Bereś: Wałęsa, ludzie, czasy, Edipresse, Warszawa 2005
- Witold Bereś: Joasia /w:/ (różni autorzy): Trupy polskie (zbiór opowiadań kryminalnych), wyd. EMG Kraków, 2005
- Witold Bereś: Tuzin przypadków dziennikarskich... które wstrząsnęły Polską /w:/ (praca zbiorowa): Dziennikarstwo – media – społeczeństwo Instytut Nauk Społecznych PAN i Collegium Civitas, Warszawa 2005
- Witold Bereś, Krzysztof Burnetko: Kadisz za księdza. Rozmowy z ks. Stanisławem Musiałem, Świat Książki, Warszawa 2006
- Witold Bereś, Krzysztof Burnetko: Kapuściński: nie ogarniam świata, Świat Książki, Warszawa 2007
- Witold Bereś, Krzysztof Burnetko: Marek Edelman. Życie. Po prostu, Świat Książki, Warszawa 2008
- Witold Bereś, Artur Więcek „Baron”: Tischner. Życie w opowieściach, Świat Książki, Warszawa 2008
- Witold Bereś, Krzysztof Burnetko: Nasza historia. 20 lat RP.pl, Świat Książki, Warszawa 2009
- Witold Bereś, Krzysztof Burnetko: Marek Edelmann erzählt, Partas Verlag Berlin, 2009
- Witold Bereś, Krzysztof Burnetko: Marek Edelman: Bóg śpi (ostatnie rozmowy), Świat Książki, Warszawa 2010
- Witold Bereś, Krzysztof Burnetko (redakcja i tekst): Obywatel KK, czyli Krzysztofa Kozłowskiego zamyślenia nad Polską, Fundacja Świat Ma Sens, Limanowa–Kraków 2011
- Witold Bereś, Krzysztof Burnetko: Kazik Ratajzer. Bohater z cienia, Świat Książki, 2012
- Witold Bereś, Krzysztof Burnetko: Marek Edelman – bojownik, rewolucjonista, człowiek, tł. Michael Handelzalts, Alijat Hagag/Jediot Sfarim, Tel Awiw 2012
- Witold Bereś: Opowieści szelmowskie. O Wieliczce i soli dla dorosłych, I-media, Kraków 2012
- Witold Bereś, Krzysztof Burnetko, Joanna Podsadecka: Krąg Turowicza. Tygodnik, czasy, ludzie: 1945–1999, Fundacja Świat ma Sens, Kraków–Limanowa 2012
- Witold Bereś, Krzysztof Burnetko: Marek Edelman. Życie. Do końca, Fundacja Świat ma Sens, Kraków–Limanowa i Agora SA, 2013
- Witold Bereś, Krzysztof Burnetko: Boh spit, tł. Ksenia Starosielskaja, Tiekst, Moskwa, 2013
- Witold Bereś, Krzysztof Burnetko: Andrzej Wajda. Podejrzany, Fundacja Świat ma Sens, Kraków–Limanowa i Agora SA 2013
- Witold Bereś, Krzysztof Burnetko: Nasza historia. Opowieść o wolnej Polsce, Narodowe Centrum Kultury, Warszawa 2014
- Witold Bereś, Artur Więcek „Baron”: Tischner. Podróż, Wielka Litera, Warszawa 2015
- Witold Bereś: Okińczyc, wileński autorytet. Opowieść o wolnej Litwie, PIW, Warszawa 2015
- Witold Bereś, Krzysztof Burnetko, Iga Dzieciuchowicz: Bartoszewski. Droga, Narodowe Centrum Kultury i Fundacja Świat ma Sens, Warszawa 2015
- Witold Bereś, Krzysztof Burnetko, Marek Edelman. Being on the Right Sight, Redwood City 2016
- Witold Bereś, Krzysztof Burnetko, Andrzej i Krystyna. Poźne obowiązki, Panaceum, Kraków 2017
- Witold Bereś, Krzysztof Burnetko, Za wolność wczoraj i dziś. List do Marka Edelmana, Arbitror, Warszawa 2019
- Witold Bereś, Krzysztof Burnetko: Polska ma Sens, Austeria, Kraków 2019[4]
- Witold Bereś, Janusz Schwertner: Szramy. Jak psychosystem niszczy nasze dzieci, Wielka Litera, Warszawa 2020[5]
- Witold Bereś, Krzysztof Burnetko: Mgnienia. Opowieści z lat 1918–1920, Wydawnictwo Posnania, Poznań 2020[6]
- Witold Bereś: Zaraza. Lekcja nieprzerobiona, Austeria, Kraków 2020[7]
- Witold Bereś: Pilchu. Na rogu Wiślnej i Hożej, Wielka Litera, Warszawa 2021
- Witold Bereś: Statek głupców. Biedni Polacy patrzą na Usnarz, Austeria, Kraków 2021

## Publikacje w prasie
Publikował w pismach: Arka, Bez dekretu, Czas Solidarności, Dziennik Zachodni, Frankfurter Allgemeine Zeitung, Gazeta Krakowska, Gazeta Polska (Toronto), Gazeta Pomorska, Gazeta Wyborcza, Głos Wielkopolski, Home and Market, Kultura (Paryż), Literarni Listy (Praga), Playboy, Polityka, Przekrój, Press, Promieniści, Rzeczpospolita, Tygodnik Powszechny, Viva!, Wprost.

## Nagrody
- Nagroda Stowarzyszenia Dziennikarzy Polskich (1989) za „pismo ‘Promieniści’ i normalne dziennikarstwo w nienormalnych czasach”
- Nagroda Polcul Foundation (1989)
- Odznaka „Zasłużonego Kulturze” Ministra Kultury Narodowej (1998)
- Nagroda przewodniczącego Krajowej Rady Radiofonii i Telewizji za siedmioodcinkowy serial TV Historia filozofii po góralsku na XXIV FPFF w Gdyni (1999)
- Nagroda Specjalna Festiwalu „Prowincjonalia” we Wrześni za „szczególny rodzaj piękna w filmie Historia filozofii po góralsku” (2000)
- Nagroda dla najlepszego filmu Festiwalu Prowincjonalia we Wrześni za film Anioł w Krakowie (2002)
- Nagroda dla najlepszej komedii za film Anioł w Krakowie na XXVII FPFF w Gdyni (2002)
- Nagroda „Złote Zęby” za najlepszy film dla Anioła w Krakowie – Festiwal Filmów Polskich w Chicago (2002)
- Nagroda publiczności Międzynarodowego Festiwalu Debiutów Filmowych, XXI Koszalińskie Spotkania Filmowe „Młodzi i Film” (2002)
- Festiwal Filmów Optymistycznych „Happy End” za filmy Anioł w Krakowie i Zakochany Anioł (2006)
- AS Empiku w kategorii literatura faktu za książkę Kapuściński: nie ogarniam świata (2007)
- Nagroda Historyczna Klio za książkę Marek Edelman. Życie. Po prostu (2008)
- Feniks Pro Autore, Nagroda Stowarzyszenia Wydawców Katolickich w kategorii „publicystyka” za Tischner – życie w opowieściach (2009)
- Nagroda Publiczności za film Dowódca Edelman, XV Festiwal NURT w Kielcach (2009)
- Złoty Krzyż Zasługi (2011)[8]
- Medal „Dziękujemy za Wolność” (2015)
- Brązowy Medal „Zasłużony Kulturze Gloria Artis” (2015)[9]
- Order Odrodzenia Polski (2015)[10]
- Nagroda Miasta Krakowa w dziedzinie kultura i sztuka (2021)[11]